# Stazione di Napoli Piazza Cavour
Napoli Piazza Cavour  è una stazione della linea 2 del servizio ferroviario metropolitano di Napoli.

## Storia
La fermata entrò in servizio il 20 settembre 1925, con l'attivazione del servizio metropolitano di Napoli..

## Strutture e impianti

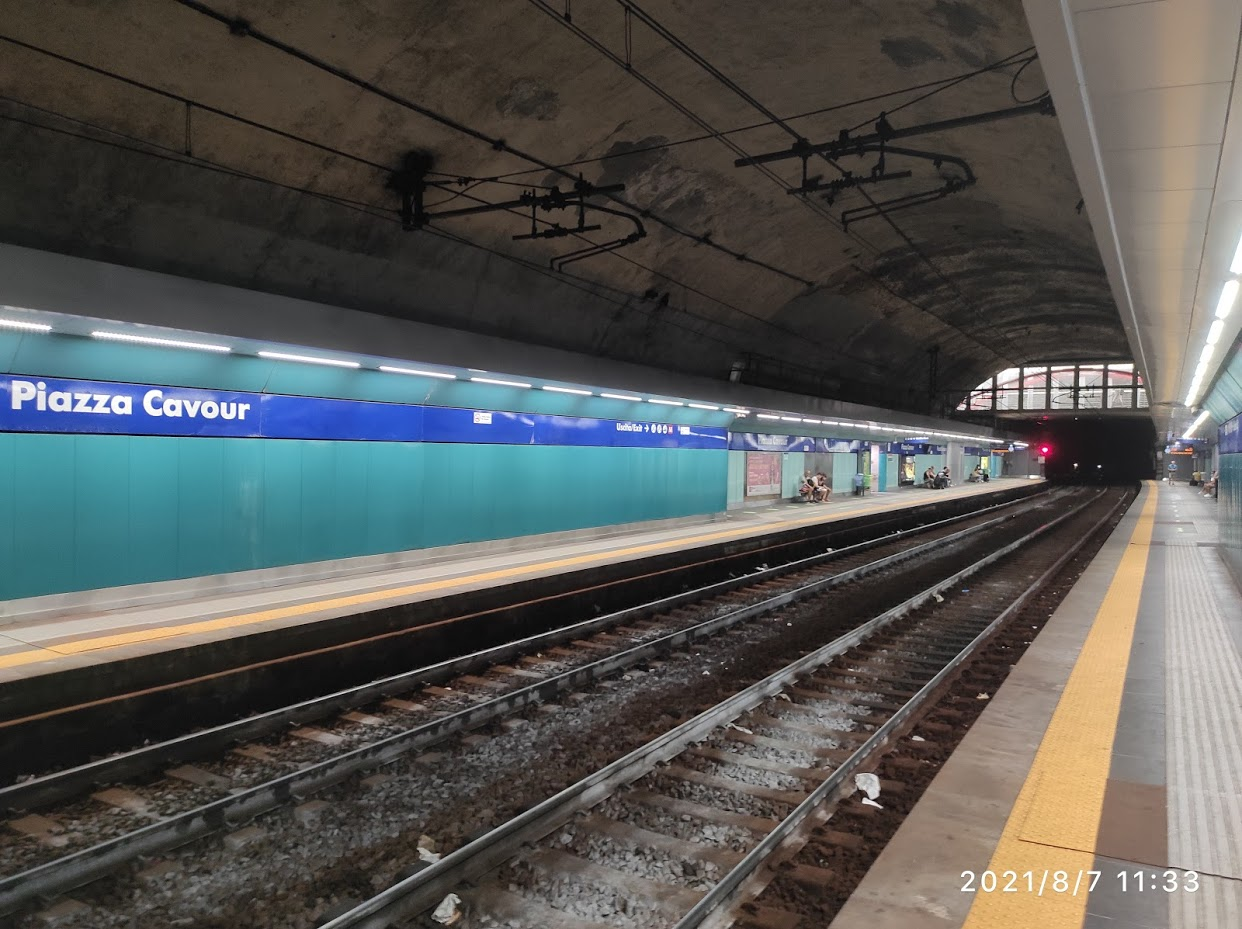
Banchine e fascio binari (stazione Piazza Cavour linea 2 Napoli)

Napoli, 1925, stazione di Piazza Cavour

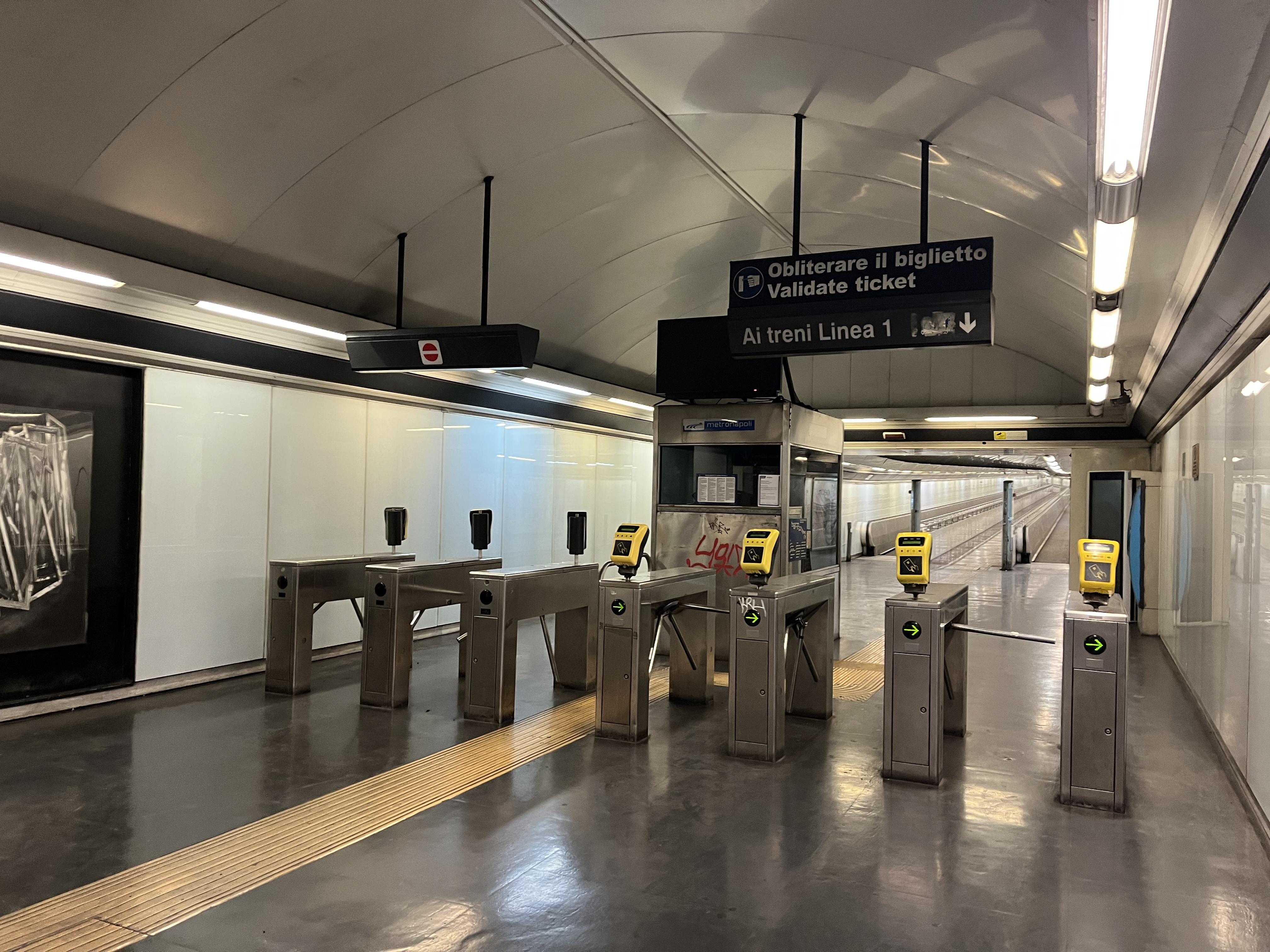
Barriera fissa con validatori.

L'accesso alla stazione è in un padiglione al centro dell'area verde dell'omonima piazza. L'accesso è collegato alle discenderie alle banchine da due rampe di scale mobili. In prossimità delle discenderie è presente l'ingresso del corridoio di collegamento alla stazione Museo della linea 1 (metropolitana di Napoli).
La stazione, completamente sotterranea, presenta due binari passanti in canna singola e due banchine laterali.

## Movimento
Nella stazione effettuano fermata i treni della linea 2 e i treni metropolitani sulle relazioni Napoli Campi Flegrei-Salerno, Napoli Campi Flegrei-Caserta e Napoli Campi Flegrei-Castellammare di Stabia.

## Servizi
La stazione dispone di:
- Biglietteria automatica
- Bar

## Interscambi
- Fermata metropolitana (Museo, Linea 1)
- Fermata filobus
- Fermata autobus